# Adri van Tiggelen
Adrianus A. "Adri" van Tiggelen (født 16. juni 1957 i Oud-Beijerland, Holland) er en tidligere hollandsk fodboldspiller (venstre back), og europamester med Hollands landshold fra EM i 1988.

## Karriere
Van Tiggelen spillede i løbet af sin 17 år lange karriere i hollandsk og belgisk fodbold. Længst tid tilbragte han hos Sparta Rotterdam i hjemlandet, samt den belgiske Bruxelles-storklub RSC Anderlecht. Han havde også ophold hos FC Groningen, PSV Eindhoven og Dordrecht.
Med PSV vandt van Tiggelen i 1992 det hollandske mesterskab, mens det i tiden hos Anderlecht blev til to belgiske mesterkaber, i henholdsvis 1987 og 1991.
Van Tiggelen spillede desuden 56 kampe for det hollandske landshold, som han debuterede for 21. september 1983 i en venskabskamp på udebane mod Belgien. Han var en del af den hollandske trup, der vandt guld ved EM i 1988 i Vesttyskland. Her spillede han samtlige hollændernes fem kampe, heriblandt finalesejren over Sovjetunionen. To år senere var han også på banen i alle hollændernes fire kampe under VM i 1990 i Italien.
Van Tiggelens sidste turnering med landsholdet var EM i 1992 i Sverige. Hans sidste landskamp blev hollændernes semifinalenederlag til Danmark, hvor han spillede samtlige 120 minutter. Han var ikke blandt de hollandske skytter i straffesparkskonkurrencen, som hollænderne tabte.